# Министерство на правосъдието на България
Министерството на правосъдието (МП) е българска държавна институция с ранг на министерство, която осъществява връзката между изпълнителната и съдебната власт. Ръководи изработването на закони и други законови актове свързани със съдебната система и дава становища по законопроекти изработени от други органи на изпълнителната власт. То е сред първите 6 български министерства, създадени на 5 юли 1879 г. (стар стил). Министърът на правосъдието е член на Министерския съвет.
Централната администрация на министерството се намира в сграда на улица „Славянска“ 1 в София.

## История
Учредено е по силата на Търновската конституция с Указ № 1 от 5 юли 1879 г. Дейността му през първите години е насочена към ликвидиране на остатъците от турското съдебно законодателство и създавне на съвременно българско държавно и гражданско право. Първи министър на правосъдието става Димитър Греков.
С Решение на XXXVIII народно събрание от 21 декември 1999 г. Министерството на правосъдието и правната евроинтеграция (МППЕ) се преобразува в Министерството на правосъдието (МП).

## Структура
Към 10 септември 2015 година министерството има следната структура:
- Обща администрация
  - Дирекция „Канцелария“
  - Дирекция „Финанси и бюджет“
  - Дирекция „Управление на собствеността“
  - Дирекция „Управление на човешките ресурси“
  - Дирекция „Връзки с обществеността и протокол“
- Специализирана администрация
  - Инспекторат на министъра на правосъдието по „Закона за съдебната власт“
  - Дирекция „Съвет по законодателство“
  - Дирекция „Статистическо развитие и програми“
  - Дирекция „Международно правно сътрудничество и европейски въпроси“
  - Дирекция „Взаимодействие със съдебната власт“
  - Дирекция „Процесуално представителство на Република България пред Европейския съд по правата на човека“
  - Дирекция „Електронно правосъдие и регистри“
  - Дирекция „Българско гражданство“
  - Дирекция „Международна правна закрила на детето и международни осиновявания“
- Второстепенни разпоредители с бюджетни кредити
  - Агенция по вписванията
  - Национално бюро за правна помощ
  - Централен регистър на особените залози
  - Главна дирекция „Изпълнение на наказанията“
  - Главна дирекция „Охрана“